# Namazu

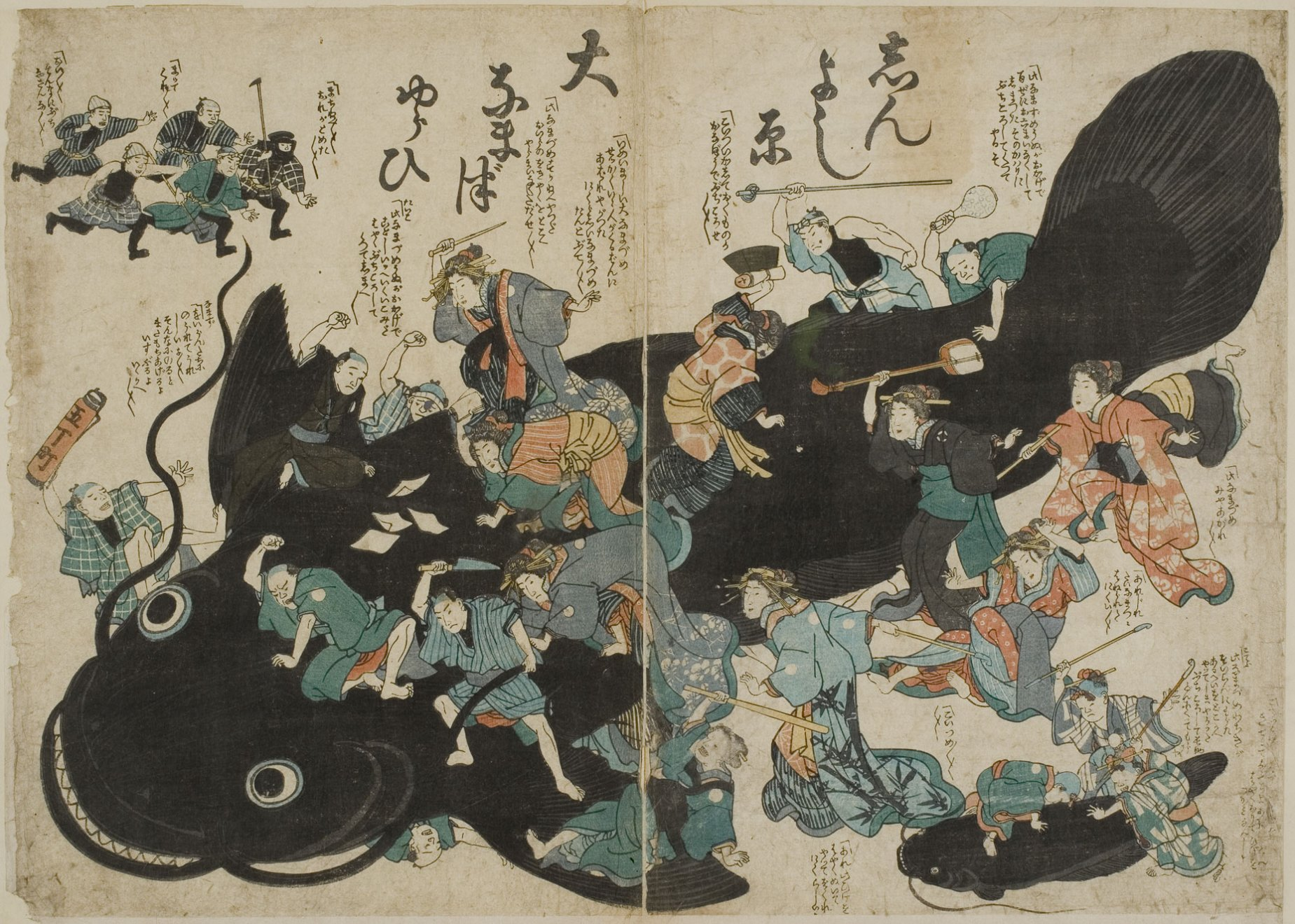
Dibujo xilográfico (namazu-e) mostrando a Namazu.

Dentro de la mitología japonesa, namazu (鯰?) es un siluro gigante que habita en las profundidades y cada vez que se mueve produce terremotos; no obstante, el kami Kashima es el guardián de la criatura (Namazu) y lo mantiene inmovilizado con una gran roca sagrada llamada Kaname-Ishi; cuando Kashima se descuidaba del ser, Namazu se movía y por ende causaba los terremotos más fuertes.
Las primeras referencias históricas acerca entre la conexión de Namazu y los violentos terremotos, proviene de una carta de Toyotomi Hideyoshi, quien unificó Japón a los finales del siglo XVI. En sus últimos años de vida construyó un castillo en el Distrito de Fushimi en Kioto y quiso protegerlo contra los terremotos; especificando medidas de seguridad contra los movimientos de Namazu. También en un verso del poema Edo Sangin de Matsuo Bashō, publicado en 1678, se hace conexión de los terremotos con los movimientos de Namazu.
Hacia mediados del siglo XIX, se refuerza esa hipótesis tras el terremoto que arrasó Edo (El actual Tokio) en 1855. Se publicaron entre 200 y 300 dibujos xilográficos (ukiyo-e) llamados namazu-e. Algunos dibujos fueron vendidos como pergaminos para proteger a su propietario de futuras desgracias, y en otros casos alabando a la criatura al ir creando terremotos, van cambiando el mundo de una manera más positiva que negativa, siendo adorado como un yonaoshi daimyōjin (deidad de la rectificación del mundo).

## Cultura popular
En Dragon Ball GT, el personaje Zunama está basado en Namazu.
En el juego de Pokémon, Rubí y Zafiro, Whiscash se basa en el Namazu.